# Kassa (Mali)
Pour les articles homonymes, voir Kassa.
Kassa est une commune rurale du Mali, chef-lieu d'arrondissement dans le cercle de Koro et la région de Bandiagara.

## Villages
La commune s'étend sur 19 localités relevées lors du recensement général de 2009. 
Les villages les plus peuplés sont :
- Amba (2 771 habitants)
- Santaba (2 008 habitants)
- Okoyeri Dogon (1 862 habitants)